# Ortodoxt kors

Östortodoxt kors.

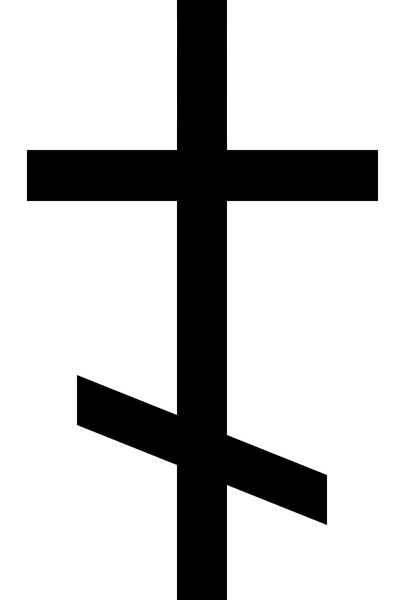
Ryskt kors.

Ortodoxt kors, (kyrkslaviska: Правосла́вный кре́стъ) också kallat rysk-ortodoxt kors, ryskt kors, grekisk-ryskt kors eller östligt kors, är ett patriarkalkors som förekommer mest inom de östliga ortodoxa och östliga katolska kyrkorna.
Det ortodoxa korset har en ytterligare snedlagd tvärslå under de två vågräta, det vill säga tre tvärbjälkar.

## Namn och historia
Det förekommer att ortodoxt kors även kallas ryskt kors eftersom det förekommer i ortodoxa kyrkor i Ryssland, men "ryskt kors" kan också avse varianten med enbart två tvärbjälkar - en vågrät och en snedlagd. 
De två varianterna uppstod vid konciliet i Moskva 1654 där Moskvas patriark Nikon stödde ett förslag om att ersätta det åttauddiga ortodoxa korset (ryska: Православный крест/Pravoslavnyj krest) med tre tvärbjälkar med ett sexuddigt kors med två tvärbjälkar. Detta, tillsammans med andra beslut, ledde fram till Raskol, en schism som delade den rysk-ortodoxa kyrkan.

## Symbolik
Den övre kortare tvärslån symboliserar skylten med bokstäverna INRI - Jesus från Nasaret, Judarnas Konung.
Den nedre snedställda tvärslån symboliserar de två rövarna som korsfästes vid Jesus sida - den ene valde Gud, den andra inte. Tvärslåns övre del tänkes peka mot himmelen, och den nedre ned mot jorden eller helvetet. Fotstödet kan också ses som en balansvåg, där den botfärdige Dismas (ej namngiven i bibeln) är på den lättare sidan som pekar uppåt mot himmelen, medan den obotfärdige Gestas (ej heller namngiven i bibeln) är på den tunga sidan som pekar nedåt mot jorden.

## Användare
Även om det ortodoxa korset vanligtvis förknippas med den ryskortodoxa kyrkan, finns denna också i den grekisk-ortodoxa, georgisk-ortodoxa och serbisk-ortodoxa kyrkan, även om andra varianter också förekommer.
Korset kallas också för "östkorset" och har använts av den ukrainsk-ortodoxa och ukrainska grekisk-katolska kyrkan.

## Bilder

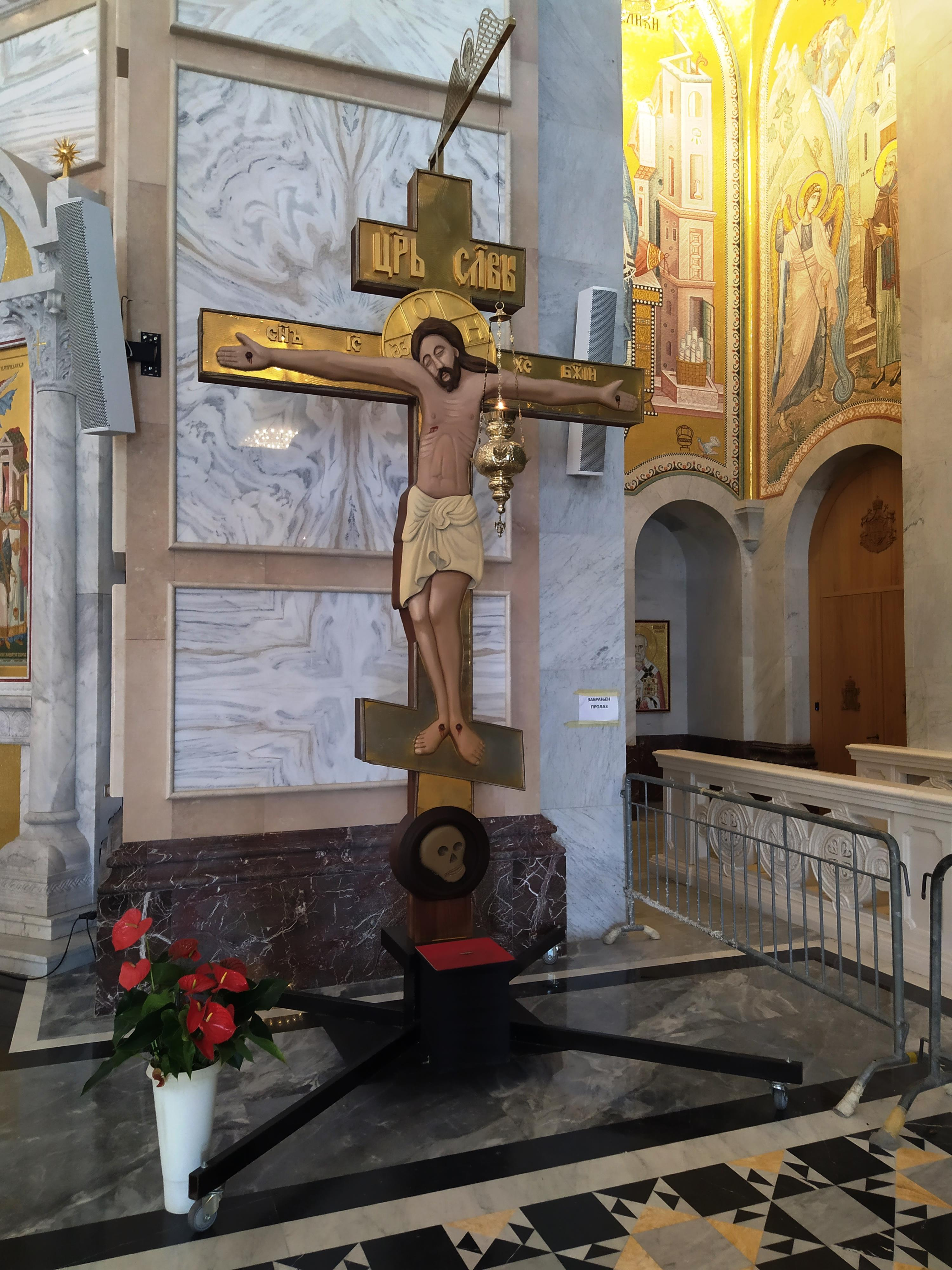
Ortodoxt krucifix inne i Sankt Savas kyrka i Serbien.
Tre ortodoxa kors på Ortodoxa fanbärarnas unions flagga.